# Moustapha Ould Mohamed Saleck
Moustapha Ould Mohamed Saleck (né à Kiffa en 1936 et mort le 18 décembre 2012 à Paris,) est un homme politique mauritanien, chef de l'État (président du Comité militaire de redressement national) de la République islamique de Mauritanie du 10 juillet 1978 au 3 juin 1979. 

## Biographie
Moustapha Ould Mohamed Saleck a été nommé commandant de l'armée nationale par le président de longue date, Mokhtar Ould Daddah, en février 1978, alors que le pays était confronté à une grave crise économique et ne parvenait pas à contenir la guérilla sahraouie du Front Polisario après son invasion et son annexion par la Mauritanie en 1975. 
Le 10 juillet 1978, Ould Saleck a dirigé un coup d'État militaire sans effusion de sang contre le président Ould Daddah, et a été nommé à la tête de la junte militaire qui a pris le pouvoir composée de vingt membres (Comité militaire de redressement national, CMRN), qui devait diriger et gouverner le pays. 
Considéré comme pro-français et soucieux de ne pas rompre l'alliance de son pays avec le Maroc, il n'a pas réussi à faire la paix avec le Polisario (qui avait réagi à la chute de Ould Daddah en concluant un cessez-le-feu unilatéral en partant du principe que la Mauritanie voudrait se retirer du conflit). Il a également omis de s’attaquer aux tensions raciales entre les Noirs au Sud et les Maures au Nord, exacerbant les clivages raciaux en faveur du dernier groupe, dont il fait partie. 
En conséquence, il est devenu de plus en plus isolé au sein du régime et du CMRN. Le 6 avril 1979, un second coup d'État mené par les colonels Ahmed Ould Bouceif et Mohamed Khouna Ould Haidallah éjectent Ould Saleck des affaires courantes et lui retire son pouvoir de décision et fondent le Comité militaire de salut national (CMSN), Ould Saleck garde néanmoins son poste devenue symbolique et cérémoniel de Président de la junte militaire. En juin 1979, il fut définitivement remplacé à la présidence par le colonel Mohamed Mahmoud Ould Louly.
Emprisonné dans les années 1981 et 1984, Ould Saleck s'est présenté comme candidat indépendant à l'élection présidentielle de 1992, remportant 2,9 % des suffrages populaires.
Il meurt paisiblement en 2012 dans un hôpital parisien à l'âge de 76 ans.